# Juan de Castellanos
Juan de Castellanos (Alanís, Sevilla, 9 de março de 1522 - † Santiago de Tunja, Colômbia, 27 de novembro de 1607), poeta, cronista e sacerdote espanhol.

## Biografia
Muito jovem (antes de 1545), viajou para América como soldado de cavalaria e lá adquiriu algumas propriedades. Como militar, participou da conquista do Vice-Reino de Nova Granada junto com Jiménez de Quesada. Castellanos foi um dos conquistadores pioneiros, e conhecia pessoalmente quase todos os líderes proeminentes de sua época, como o historiador Gonzalo Fernández de Oviedo y Valdés (que se comunicava com Castellanos e lhe passava informações sobre a colonização de Cartagena).
Castellanos abandonou a carreira militar para se dedicar ao sacerdócio (1559) em Cartagena e, recusando as posições de cânone e tesoureiro, foi como clérigo para Tunja.

## Obra

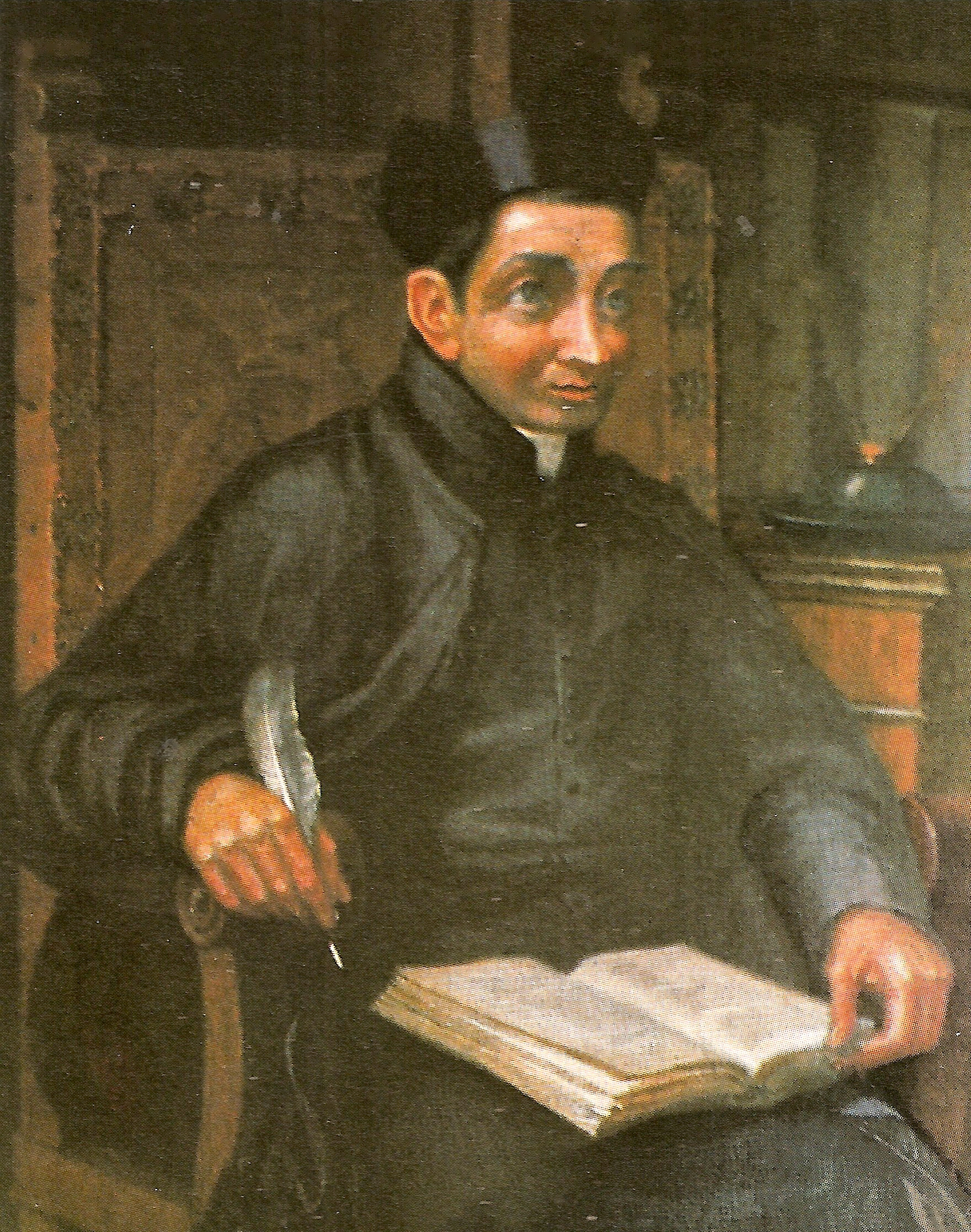
Pintura de Juan de Castellanos por Ricardo Moros

### Poeta
A obra que lhe deu notoriedade foi o poema histórico Elegías de varones ilustres de Indias, em quatro partes e com aproximadamente 113 600 versos endecassílabos agrupados em oitavas reais com rima. É o mais longo poema da língua espanhola; sua primeira parte apareceu em Madrid em 1588, e as outras três em 1837. Os versos recontam sucessivamente os feitos de proeminentes espanhóis na América, começando com Cristóvão Colombo, e é uma interessante fonte da história colonial do norte da América do Sul, incluindo muitos detalhes de etnografia e etnologia. O poema é o segundo de uma série de composições épicas em espanhol que tratam dos primórdios da colonização da América, o mais antigo sendo La Araucana de Alonso de Ercilla y Zúñiga.

### Historiador
Castellano é também considerado historiador, sendo sempre verídico e criterioso. Condena os funcionários que se vendem, a desmoralização dos soldados e a injusta distribuição das conquistas; suas idéias a respeito da conduta dos conquistadores com os índios são sensatas. Se ocupou de arqueologia, História Natural e sobre os costumes dos aborígenes.